# الفيضانات في هولندا
هذه قائمة مرتبة ترتيباً زمنياً لفيضانات البحر التي وقعت في هولندا، وبالإضافة إلى ذلك كانت هناك مئات من فيضانات الأنهار خلال القرون:
- 838 (26 ديسمبر): جزء كبير من شمال غرب هولندا (في ذلك الوقت كانت الأرض تنتمي إلى فريزيا - التي تسمى الآن فريزلاند) قد غمر بالمياه بسبب العاصفة. وكان عدم وجود سدود جيدة أحد أهم أسباب هذه الكارثة. وقد وصف الأسقف Prudentius of Troyes هذا الفيضان قائلاً بأنه كان هناك 2437 ضحية. كما تم وصف هذا الفيضان في حولية زانتيناس Annales Xantenses.
- 1014 (28 سبتمبر): لأول مرة تم اختراق خط ساحل هولندا المغلق جزئياً. وتعرضت بلدية فولخرين بالأخص لضرر بالغ. واستغرق الأمر عدة سنوات قبل أن يتمكن الناس من الرجوع بحياتهم إلى مسارها الصحيح. وقد ذُكِر في سجل أحداث دير كفيديلنجبورك بساكسونيا أن الآلاف من الناس قد لقوا حتفهم.
- 1042 (2 نوفمبر): فيضان ذُكِر في «حولية بلاندينينس Annales Blandiniensis» (غنت)، وربما أثر فقط على الساحل الفلمنكي، وعلى وجه الخصوص منطقة فم آيزر Yser.
- 1134: فتحت زفين كقناة توصيل بروج لبحر الشمال.
- 1163: شهدت هولندا العديد من الفيضانات هذا العام. وسبب ذلك خرق السد على طول الماس، ونتيجة لذلك فإن فم آوده راين في كاتفايك، الذي كان بالفعل إمتلاً بالكامل بالطمي وأغلقته الرواسب التي حملتها الفيضانات.
- 1170: فيضان كل القديسين الأول (Allerheiligenvloed)، وقد غمرت المياه أجزاء كبيرة من شمال هولندا ومنطقة زاوديرزي، وقناة من بحر الشمال فتحت على المياه العذبة لبحيرة فلافو FLAVO (بحيرة ألميرا)، وأصبحت المياه المالحة لخليج زاوديرزي. وقد كان هذا الفيضان بداية وانتشار بحر الشمال، زاوديرزي بحر وادن. وكان هناك اثنان من العوامل الهامة المسببة لتوسيع البحر هذا: الأول زيادة منطقة البحر، والثاني وجود مناطق خث كبيرة، والتي جرفت بسهولة.
- 1196: فيضان سينت نيوكلاس (Nicolaasvloed)، وقد غمرت المياه أجزاء كبيرة من شمال هولندا ومنطقة زاوديرزي. وبينما كان فيضان 1170 البداية، فإن هذه العاصفة زادت الأمر سوءاً، فقد جرفت مناطق كبيرة من الخث. وكانت نتيجة هذه العاصفة تدمير مناطق الخث في فريزلاند الغربية وتوسيع بحر وادن وبحيرة ألميرا التي أصبحت خليج زاوديرزي.
- 1212: تعرضت شمال هولندا لفيضان كبير سبب ما يقرب من 60.000 ضحية.
- 1214: عاصفة فيضانات أثرت على جميع أجزاء هولندا، وأدت إلى تآكل جزء كبير من مناطق الخث.
- 1219 (16 يناير): «فيضان سينت مارسيلو» (Sint-Marcellusvloed)، وقد غمرت المياه أجزاء كبيرة من شمال هولندا ومنطقة زاوديرزي مما أسفر عن مقتل ما يقدر بنحو 36.000 شخص. وكان هذا الفيضان من أكبر أربعة فيضانات في ال50 عاماً السابقة، وسبب تطوير اثنين من بحار هولندا الداخلية الكبيرة: خليج زاوديرزي وبحر وادن.
- 1248 (20 نوفمبر/ 28 ديسمبر)/ و (4 فبراير 1249): تم اختراق الكثبان الساحلية (على الأرجح مدينة كالانتس أوخ بمقاطعة شمال هولندا)، وغمر الفيضان شمال هولندا، كما غمر فريزلاند وخرونينغن.
- 1277: أغرق الفيضان بلدية رايدرلانت السابقة بخرونينغن: انظر قائمة المستوطنات التي أغرقتها فيضانات هولندا#القرى الغارقة بمقاطعة خرونينجن.
- 1280: غمرت المياه أجزاء كبيرة من شمال هولندا، وقد خلقت هذه الفيضانات بحر لاوريس.
- 1282: اندلعت عاصفة في الكثبان الساحلية حول تيكسل وسمحت بمياه البحر أن تغمر ما هو الآن بحر وادن وبحيرة آيسل.
- 1287 (14 ديسمبر): فيضان سينت لوسيا.
- 1362 (يناير): تندلع عاصفة خروته ماندرينيكه (Grote Mandrenke) مما سبب في موت الكثير من البشر، وقادت رياح بقوة الاعصار موجات من البحر هائلة أدت إلى نحت بحر داخلي ضخمة في هولندا، مما أسفر عن مقتل ما لا يقل عن 25.000 نسمة. وقد ابتلع البحر ستين من الأبرشيات الدانماركية. كما هدمت هذه العاصفة الكثير من البنية التحتية لإنجلترا.
- 1404: فيضان سينت إليزابيث الأول. انظر فيضان سينت إليزابيث 1404م.
- 1421 (18 نوفمبر): فيضان سينت إليزابيث الثاني. انظر فيضان سينت إليزابيث 1421م.
- 1530: فيضان سينت فيليكس (Sint-Felixvloed).
- 1570 (1 نوفمبر): فيضان كل القديسين الثاني (Allerheiligenvloed).
- 1675: أثر هذا الفيضان بشكل رئيسي على شمال هولندا، وقد غمر جزءاً من بلدية تيرشخيلينج؛ محيط مدينة ستافورن وقرية هيندالوبن، والأرض المستصلحة من البحر ماستنبروك من قبل كامبن، والمنطقة الواقعة بين بلدية سخاخن ودن هيلدر بمقاطعة شمال هولندا، شرق ألكمار، محيط أمستردام، ومساحة كبيرة من هارلمرمير.
- 1703 (7 -9 ديسمبر) (أو وفقاً للتقويم الإنجليزي القديم الذي لا يزال يطبق: 1703 (27 نوفمبر)): العاصفة الكبرى 1703، هذه العاصفة تسببت في فيضان أسفر عن مقتل الآلاف من الضحايا. لا توجد قياسات للرياح متاحة ولكن هناك وفرة من التقارير واليوميات تجعل من الواضح أن هذه العاصفة كانت شديدة الخطورة. وقد وصلت العاصفة ذروتها ليلاً وأدت إلى أضرار هائلة والعديد من اختراقات للسد. وكان أعنف تأثيرها في مساحة حوالي 500 كيلومتراً في ويلز ووسط وجنوب إنجلترا، وبحر الشمال، والبلدان المنخفضة، وشمال ألمانيا. وفي كثير من الأماكن كان هناك حديث عن زيادة عالية في موجات البحر. وذكر البحارة شيئاً عن إعصار. مصادر أخرى كتبت عن عاصفة رهيبة والاثنين يتوافقا في الرأي. وكان الهواء مملوء بالبرق. وكتب الصحافي والكاتب الإنجليزي دانييل ديفو (مؤلف روبنسون كروزو) عن «أعنف عاصفة شهدها العالم في أي وقت مضى». وكانت العاصفة وفقاً لديفو مروعة بحيث لم يكن هناك قلماً يستطيع أن يصفها، كان هناك بالفعل عاصفة لمدة أسبوعين ولكن هذه كانت الذروة. غُمِر جنوب فريزلاند بالمياه بسبب العديد من الخروقات في السد. وقد كتب كابتنزيلندي في رسالة إلى أميرالية زيلند أن العاصفة لا يمكن أن تصد. وقد تضرر الأسطول الهولندي بشكل عنيف لكن الأسطول البريطاني تحمل أثقل الضربات. وعشرات من السفن الحربية أبحرت إلى السواحل الإنجليزية حيث قتل الآلاف من الضحايا. وقد حاول خبراء الأرصاد الجوية إعادة الرسم البياني لهذه العاصفة. وفوق إسكندنافيا كان ضغط الهواء عالي في بداية شهر ديسمبر 1703، ولكن في خليج بسكاي إلى الجنوب الغربي من المملكة المتحدة كان هناك اثنان من المنخفضات الجوية. اتجه المنخفض الجوي أولاً إلى بحر الشمال، وذهب الثاني إلى اسكتلندا. لكن الضرر أيضاً على أية حال كان في كتلة جديدة ظهرت في أيرلندا. أدى ذلك إلى تزايد نشاط العاصفة حول الوسط ومن بريطانيا إلى الشرق. وقد هبت العاصفة من الجانب الجنوبي للمنخفض الجوي حيث كان جنوب بريطانيا يعاني من إعصار، وقوة الرياح كانت 12. وقد انخفض مقياس البارومتر بشكل كبير: فوفقاً لحسابات ضغط الهواء لابد أنها انخفضت إلى 950 ملليبار، وهو انخفاض نادر لبريطانيا. وسبب إعصاراً مضاداً قوياً والذي جاء على الفور اختلافات هائلة في الضغط الجوي، ونتيجة مما أدى لعاصفة رهيبة كهذه.
- 1717 (ليلة 24 /25 ديسمبر): فيضان عيد الميلاد (Kerstvloed): انظر فيضان عيد الميلاد 1717.
- 1820 (23 يناير): هذا الفيضان غمر أجزاء كبيرة من ألبلاسرفارد بعد عدد من اختراقات السد. أيضا الهويس بين نهر لينجه ومن قناة ستيننهوك إلى خوريكوم انفلت يوم 26 يناير خلال أحداث هذه الكارثة. وغرقت مساحة حوالي 1300 كم² تحت الماء خلال هذه الكارثة.
- 1825 (3 و5 فبراير): غمرت مقاطعات خرونينغن، فريزلاند وأوفرآيسل بالمياه بسبب خروقات خطيرة في السد، وكنتيجة لذلك خسر أكثر من 800 شخص حياتهم. و17 فبراير 1825 أنشأت الحكومة لجنة الإغاثة لتقديم المساعدات الحكومية لكارثة الفيضانات. ويتم الاحتفاظ بحسابات هذه اللجنة في المحفوظات الوطنية بلاهاي. وفي ذكرى هذا الفيضان تم نشر كتاب (الكتاب التذكاري لكارثة الفيضان الهولندي فبراير 1825) (Gedenkboek van Neerlands watersnood in februari 1825).
- 1836: اثنان من الفيضانات المدفوعة بقوة الإعصار من قبل بحيرة هارلمرمير: وصل الأول في نوفمبر إلى بوابات أمستردام. وغمرت الآخر ليدن في يوم عيد الميلاد. ونتيجة لذلك بدأ الرجال في مايو 1840 بتجفيف واستصلاح هارلمرمير.
- 1916 (13 و14 يناير): كارثة فيضان حول خليج زاوديرزي. فقد تحطم السد المائي في عشرات الأماكن. ولذا فقد بدأ العمل بعد هذه الكارثة مبائرة فيأعمال زاوديرزي، وإنشاء خدمة فيضانات العواصف.
- 1953 (31 يناير/ 1 فبراير ليلاً): انظر فيضان بحر الشمال 1953م.